# Zentrum für empirische pädagogische Forschung

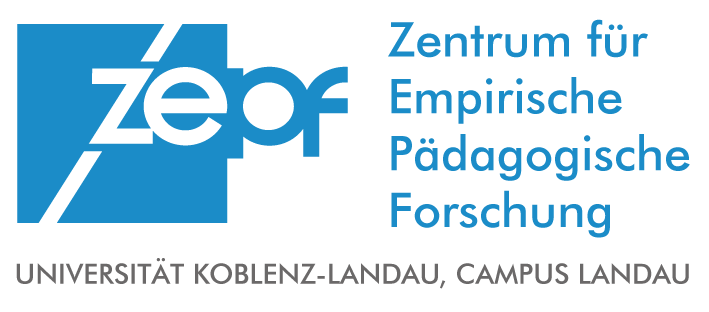
Logo des zepf

Das Zentrum für Empirische Pädagogische Forschung (zepf) ist eine zentrale Forschungseinrichtung der Rheinland-Pfälzischen Technischen Universität am Campus Landau.

## Geschichte
Das zepf wurde 1971 von Karlheinz Ingenkamp gegründet. 1987 übernahm Reinhold S. Jäger die Geschäftsführung. Ab 1992 wurde das zepf von einer Kollegialen Leitung aus Jäger, Peter Nenniger und Roland Arbinger geleitet. Seit Oktober 2011 ist Ingmar Hosenfeld geschäftsführender Leiter und seit 2015 besteht die Kollegiale Leitung aus ihm, Gabriele E. Dlugosch und Michael Zimmer-Müller.

## Forschung
Die Forschungstätigkeiten am zepf sind in erster Linie anwendungsbezogen und decken ein weites Spektrum an pädagogisch-psychologisch relevanten Themen ab. Es werden Messinstrumente entwickelt (Diagnostik), Befragungen durchgeführt, Konzepte erstellt, deren Umsetzung unterstützt (Intervention) und die Qualität und Wirksamkeit von Maßnahmen überprüft (Evaluation). In den verschiedenen Forschungsschwerpunkten arbeiten rund 25 wissenschaftliche Mitarbeiter, die von drei Sekretärinnen und rund 10 studentischen Hilfskräften unterstützt werden.
Aktuell ist das zepf stark in die Durchführung und Auswertung von Vergleichsarbeiten in der dritten und achten Jahrgangsstufe (VERA 3 und VERA 8) eingebunden. Hier werden von den Mitarbeitern Schulen und Lehrkräfte von sieben Bundesländern bei den Vergleichsarbeiten in der dritten Jahrgangsstufe und vier Bundesländern in der achten Jahrgangsstufe betreut. Dem schließen sich Evaluationsstudien zu Instrumenten der Schulentwicklung an.
Ein weiterer inhaltlicher Schwerpunkt beschäftigt sich mit den Themen „Gesundheit und Wohlbefinden“. Hier werden sowohl gesundheitspsychologische Forschungsfragestellungen anwendungsorientiert bearbeitet als auch Präventions- und Gesundheitsförderungsmaßnahmen konzipiert, in der Praxis umgesetzt und wissenschaftlich begleitet.

## Verlag Empirische Pädagogik (VEP)
Das publizistische Standbein des zepf ist der Verlag Empirische Pädagogik, in dem mehrere wissenschaftliche Zeitschriften (Empirische Pädagogik, Lehrerbildung auf dem Prüfstand, Beiträge zur Fremdsprachenvermittlung) sowie Bücher und Buchreihen mit in erster Linie pädagogischem Bezug erscheinen.